# Kathleen Blanco
Pour les articles homonymes, voir Blanco.
 (juillet 2016).
Si vous disposez d'ouvrages ou d'articles de référence ou si vous connaissez des sites web de qualité traitant du thème abordé ici, merci de compléter l'article en donnant les références utiles à sa vérifiabilité et en les liant à la section « Notes et références ».
Kathleen Babineaux Blanco, née le 15 décembre 1942 à La Nouvelle-Ibérie (Louisiane) et morte le 18 août 2019 à Lafayette (Louisiane), est une femme politique américaine.
Membre du Parti démocrate, politiquement conservatrice, elle est gouverneure de la Louisiane de janvier 2004 à janvier 2008.

## Biographie
Kathleen Blanco est née le 15 décembre 1942 à La Nouvelle-Ibérie en Louisiane. Elle est la fille de Louis Babineaux et de Lucille Fremin.
En 1964, elle est diplômée de l'université de Louisiane à Lafayette. C'est durant cette année qu'elle épouse Raymond Blanco, enseignant et entraîneur de football américain.

### Engagement politique
Démocrate du Sud, Kathleen Blanco se revendique conservatrice et est assimilée à une DINO par ses détracteurs au sein du parti.
Elle défend un programme de qualité des services publics mais ses positions officielles ouvertes en matière de laïcité et de mœurs indignent les anti-religieux.
De 1996 à 2004, elle fut lieutenant-gouverneur de Louisiane.
Le 15 novembre 2003, sur un programme conservateur, elle est élue gouverneur de Louisiane en battant de justesse le jeune espoir républicain d'origine indienne, Bobby Jindal, handicapé semble-t-il par ses origines raciales, alors qu'il est de plus soutenu par Ray Nagin, le maire démocrate de La Nouvelle-Orléans (aux yeux des blancs les plus conservateurs, la question du choix du gouverneur était devenu un choix entre une femme et un indien).
Le 11 janvier 2004, elle prête serment en français et en anglais et succède au républicain  Mike Foster comme gouverneur de Louisiane.

### L'impact de l'ouragan Katrina (été 2005)
Durant l'été 2005, la Louisiane est confrontée à l'ouragan Katrina. Ce n'est que deux jours avant l'arrivée du cyclone, soit le 26 août, et qu'après un coup de téléphone du président George W. Bush, que Kathleen Blanco ordonne l'évacuation volontaire des régions côtières du sud de la Louisiane en plein sur la trajectoire de l'ouragan. Elle n'organise cependant pas de plan d'évacuation et refuse de « fédéraliser » la Garde nationale de l'État de Louisiane, ce qui équivalait à se dessaisir de son commandement.
Devant les ravages provoqués par le cyclone, les digues qui encerclent le lac Pontchartrain cèdent et la ville est inondée à 80 %. Le gouverneur et le maire Ray Nagin semblent alors complètement dépassés par les évènements alors que les deux sénateurs de Louisiane, Mary Landrieu et David Vitter, enchérissent sur le nombre de morts.
La tension devient telle que lorsque le président George W. Bush vient à Bâton-Rouge, la capitale, elle n'en est pas avertie.
En fait, le président Bush et elle sont en froid, d'autant plus que pour masquer l'incompétence des services de la ville et du gouvernement de l'État de Louisiane, Kathleen Blanco en fut vite réduite à implorer finalement l'aide du gouvernement fédéral, accusé lui aussi d'imprévoyance.
Certains quotidiens n'hésitèrent pas à comparer les comportements dans l'organisation des secours de Kathleen Blanco et Ray Nagin avec ceux de George Pataki et Rudolph Giuliani lors des attentats du 11 septembre 2001 sur New York.
Le 13 novembre 2005, Time Magazine a distingué Kathleen Blanco comme l'un des trois plus mauvais gouverneurs des États-Unis (ou l'un des trois les moins performants).
En décembre 2005, avec un taux d'approbation de 33 % (contre 63 % d'opinions négatives), elle n'arrive qu'en 47e position en termes de popularité parmi les 50 gouverneurs du pays (sondage SurveyUSA portant sur 600 résidents de chaque État réalisé du 9 au 11 décembre 2005. Marge d'erreur de 4 %). 
Sa gestion défaillante de l'ouragan Katrina la rend très impopulaire. Le 20 mars 2007, distancée largement dans les sondages par Bobby Jindal, de nouveau le candidat républicain au poste de gouverneur, elle annonce qu'elle ne solliciterait pas un nouveau mandat lors des prochaines élections de novembre 2007. Bobby Jindal est élu gouverneur au premier tour des élections.
Dans la troisième saison de la série American Crime Story qui traite de l'ouragan Katrina, Kathleen Blanco devait être interprétée par Annette Bening mais le projet a été annulé.  